# Korsikansk krokus
Crocus corsicus är en irisväxtart som beskrevs av Vanucchi. Crocus corsicus ingår i släktet krokusar, och familjen irisväxter. Inga underarter finns listade i Catalogue of Life.

## Bildgalleri

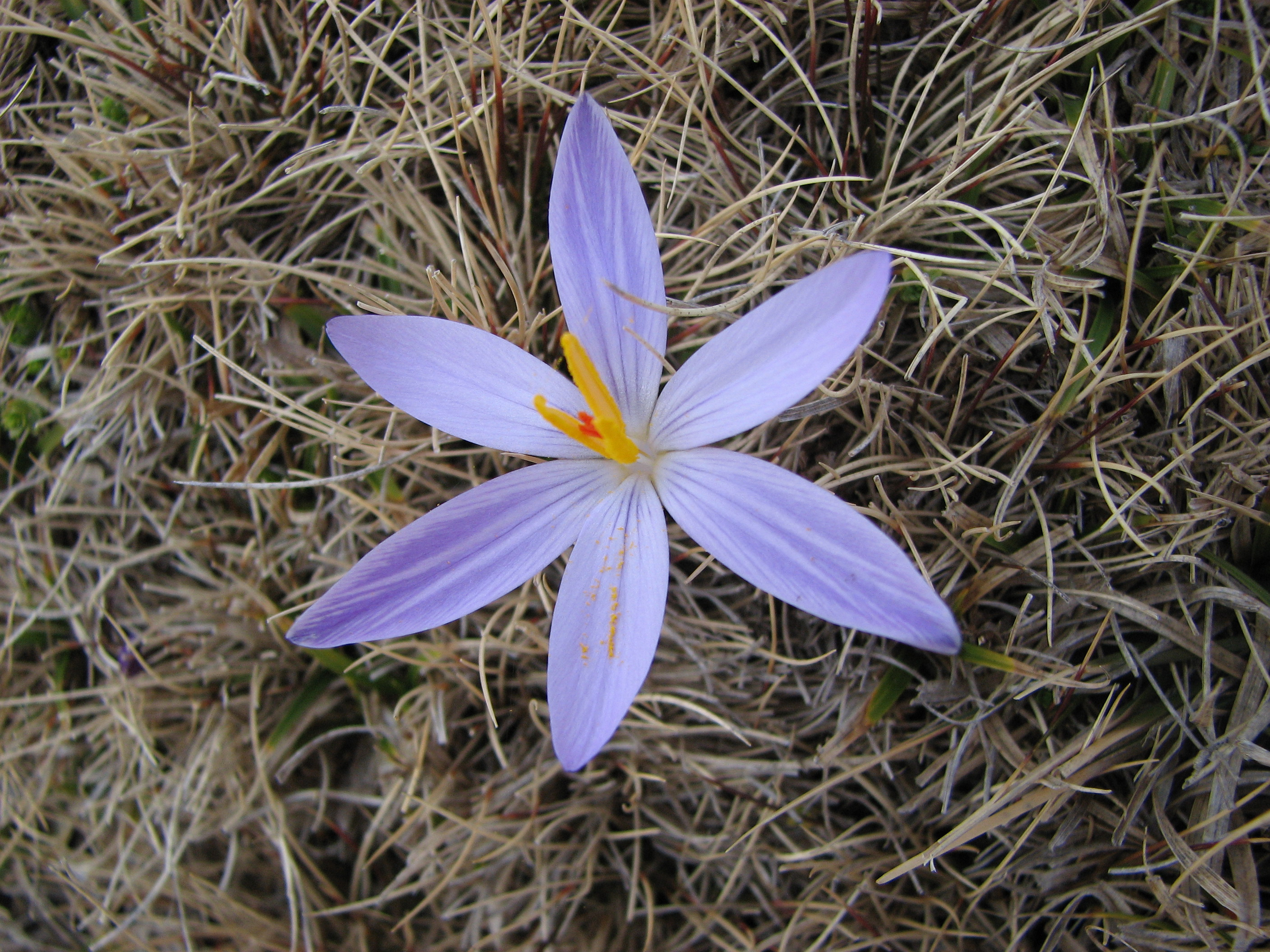
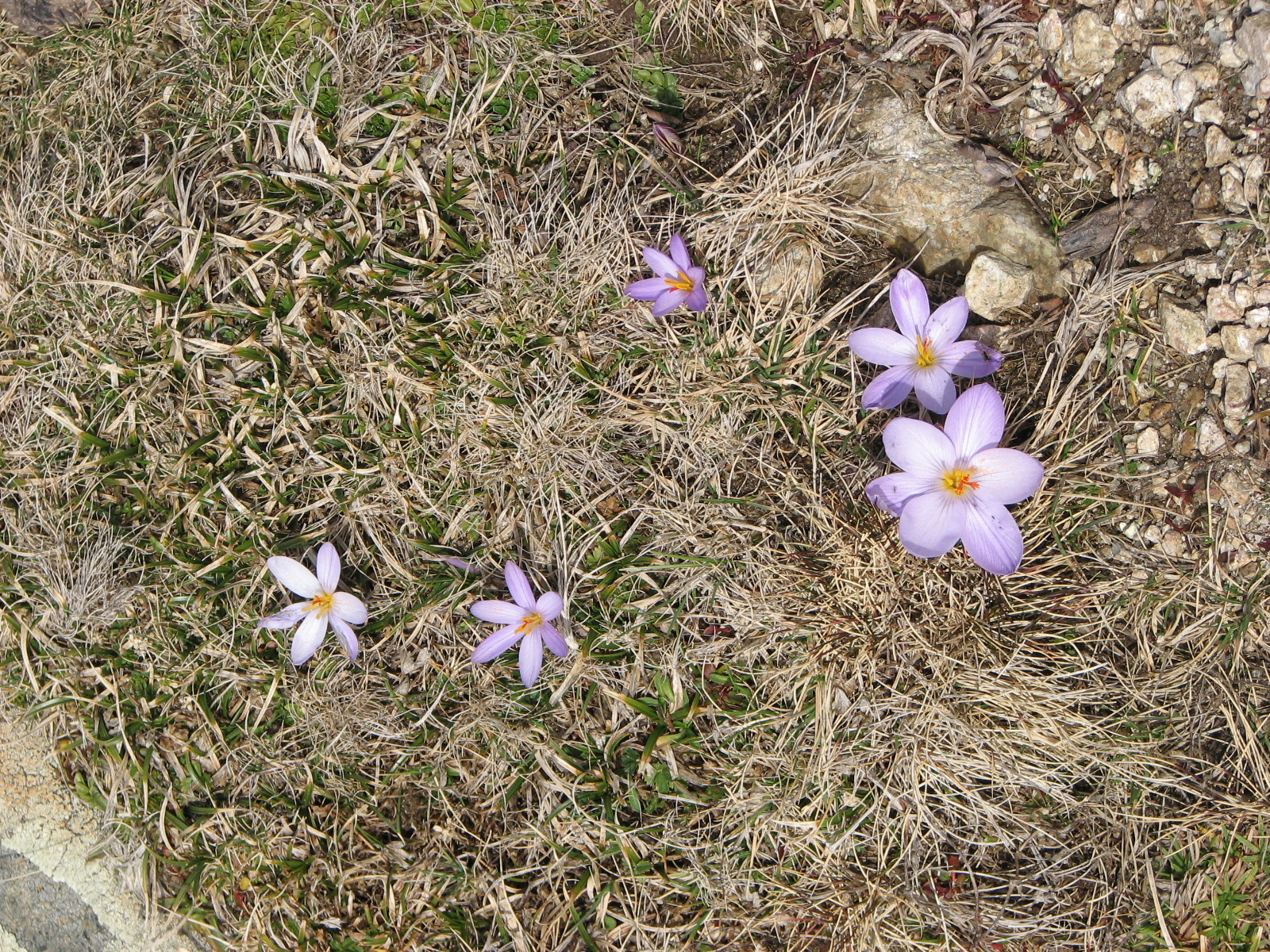